# Okres Września
Okres Września (polsky Powiat wrzesiński) je okres v polském Velkopolském vojvodství. Rozlohu má 704,19 km² a v roce 2019 zde žilo 77 994 obyvatel. Sídlem správy okresu je město Września.

## Gminy
Městsko-vesnické:
- Miłosław
- Nekla
- Pyzdry
- Września

Vesnická:
- Kołaczkowo

## Města
- Miłosław
- Nekla
- Pyzdry
- Września

## Sousední okresy
| Růžice kompasu | Poznaň             | Hnězdno        | Hnězdno | Růžice kompasu |
| Růžice kompasu | Środa Wielkopolska | Sever          | Słupca  | Růžice kompasu |
| Růžice kompasu | Środa Wielkopolska | Okres Września | Słupca  | Růžice kompasu |
| Růžice kompasu | Środa Wielkopolska | Jih            | Słupca  | Růžice kompasu |
| Růžice kompasu | Poznaň             | Jarocin        | Pleszew | Růžice kompasu |